# 城隍庙 (同仁市)
城隍庙，位于中国青海省同仁市保安乡城内村，为青海省市县级文物保护单位，公布日期为2001年6月18日，类型为古建筑。
城隍庙的历史年代为清。